# Monomyces pygmaea
Espèce
Statut CITES
Monomyces pygmaea est une espèce de coraux appartenant à la famille des Flabellidae.